# Аиолупо, Эндрю
Толеафоа Эндрю Анителеа Аиолупо (англ. Andrew Aiolupo), также известный как Анителеа Аиолупо или Энди Аиолупотеа (англ. Andy Aiolupotea, родился 17 января 1963 в Апиа) — самоанский регбист и регбийный тренер, игравший на позиции фуллбэка.

## Биография
Выступал на протяжении своей любительской регбийной карьеры за самоанский клуб «Моата'а». За сборную Самоа играл с 1983 по 1994 годы, проведя 36 игр и набрав 83 очка. В частности, к достижениям Аиолупо относятся участие в турне сборной Самоа 1988 года по Великобритании и Ирландии и 1994 года по Австралии, игра на чемпионате мира 1991 года и выступление за сборную по регби-7 на чемпионате мира 1993 года. Одним из моментов выступлений за сборную Самоа является игра против валлийского клуба «Бридженд Рэйвенз» 22 октября 1988 года: Энди, игравший под номером 22, разогнал после розыгрыша коридора атаку сборной Самоа по левому флангу, которая завершилась проходом через центр и занесением попытки аккурат по центру в исполнении Таувере Угапо.
Официально за сборную Самоа Аиолупо провёл 37 тест-матчей, набрав 83 очка. Дебют за сборную Западного Самоа, как она тогда называлась, состоялся 22 июня 1983 года в городе Сува матчем против Тонга. Последнюю игру за сборную он провёл 6 августа 1994 года в Сиднее против австралийцев. Сыграл в четырёх матчах чемпионата мира 1991 года, по итогам которых самоанцы вышли в четвертьфинал, но очков не набрал. В 1993 году он также выступил на чемпионате мира по регби-7 — первом подобном розыгрыше в истории регби-7. Он был заявлен под номером 1 на турнир. Команда с ним в составе вышла в четвертьфинал. Аиолупо сыграл 8 матчей на турнире и набрал 85 очков — занёс 5 попыток и 30 раз успешно провёл реализации.
В 2005—2007 годах Аиолупо был тренером защитников в национальной сборной Самоа: руководил тренерском штабом Майкл Джонс, также в штабе работали Питер Фатиалофа и Фрэнк Банс. В 2008—2011 годах руководил второй сборной Самоа по регби, известной как Самоа А или Саваии Самоа (англ. Savaii Samoa): команда трижды участвовала в Тихоокеанском кубке вызова, но не выходила в решающий раунд.
В 2013 году в социальной сети Facebook один из информационных пабликов сборной Самоа «Manu Samoa Rugby News» провёл голосование по лучшим игрокам в истории сборной за 30 лет, и Энди был признан лучшим фуллбэком в истории «Ману Самоа».